# Jenny Armstrong
Jennifer Margaret „Jenny“ Armstrong, AOM (* 3. März 1970 in Dunedin) ist eine ehemalige neuseeländisch-australische Seglerin.

## Erfolge
Jenny Armstrong nahm an drei Olympischen Spielen teil. 1992 startete sie in Barcelona für das neuseeländische Team in der Bootsklasse Europe und verpasste als Vierte nur knapp einen Medaillengewinn. Nach einem Wechsel zum australischen Verband trat sie bei den Olympischen Spielen 2000 in Sydney in der 470er Jolle mit Belinda Stowell an, mit der sie vier von elf Rennen der Regatta gewann. Mit 33 Punkten belegten sie vor dem US-amerikanischen und dem ukrainischen Boot den ersten Rang und wurden damit Olympiasieger. Vier Jahre darauf kamen sie in Athen nicht über den 14. Platz hinaus. Bei Weltmeisterschaften gewann Armstrong gemeinsam mit Stowell 2000 und 2001 jeweils die Silbermedaille.
Für ihren Olympiaerfolg erhielt Armstrong 2001 die Australia Order Medal.